# Турчинский, Лев Михайлович
Лев Михайлович Турчинский (23 ноября 1933, Горький — 16 января 2022, Москва) — российский литературовед, библиограф, библиофил.

## Биография
В юности увлекся в Горьком (Нижнем Новгороде) коллекционированием редких изданий русских поэтов XX века и освоил переплетное дело. Дружил с поэтом Юрием Адриановым, который посвятил ему ряд стихотворений. Работал сотрудником Музея изобразительных искусств им. А. С. Пушкина. Занимался в частности изучением творчества Марины Цветаевой, воспоминаний о ней. Затем перешел работать в Государственный Литературный музей.
Более 35 лет работал над составлением библиографии русских поэтов первой половины XX века. В основу работы положено вышедшее в 1966 году издание книги А. Тарасенкова «Русские поэты XX века. 1900—1955».
В 2004 году вышло новое издание. Объем издания увеличился почти вдвое, также внесены изменения в структуру книги. Последнее издание справочника (2007) охватывает книги русских поэтов с 1900 по 1960 год.
Умер 16 января 2022 года. Похоронен на Леоновском кладбище.

## Память
В 2024 году вышел сборник «Книжный труженик. Лев Турчинский и его библиотека», составленный Михаилом Сеславинским.